# 오사카 방송
오사카 방송은 1958년 7월 1일 긴키광역권의 중파라디오 방송국으로 개국했다.
라디오 오사카라는 애칭으로 불리며 약칭은 OBC, 콜사인은 JOUF이며 라디오 네트워크 NRN에 가맹하고 있다.

## 연혁
- 1958년 7월 1일 일본에서 39번째 중파방송국으로 개국한다.
- 1961년 일본 최초의 방송국 이미지 송인 「OBC 노래(정식명칭：라디오 오사카의 노래)」제작
- 2005년 9월 1일 OBC·라디오 간사이(CRK)·와카야마 방송(WBS)과 대규모 재해시 상호 원조 협정을 체결.(후에 교토 방송도 참가)
- 2016년 3월 19일 이코마 FM 보완중계국 개국

## 주파수
| 방송국               | 주파수  | 출력 | 콜사인 | 비고                                                                          |
| -------------------- | ------- | ---- | ------ | ----------------------------------------------------------------------------- |
| 오사카 방송국        | 1314kHz | 50kW | JOUF   | AM스테레오 방송 실시(교토방송국도 실시)                                       |
| 교토 방송국          | 1314kHz | 300W | JOUF   | ABC·MBS와 송신소를 같이 쓰고 있다.                                            |
| 이코마 FM 보완중계국 | 91.9MHz | 7kW  | -      | 아날로그 텔레비전 방송 송출 당시 MBS에서 사용하던 철탑을 MBS와 공유하고 있다. |

## 보충서술
- ABC 라디오, MBS 라디오, 라디오 간사이에서 프로야구중계를 했기 때문에 오랫동안 프로야구 중계를 하지 않았다.
- NRN 계열국이면서 TBS라디오에서 2013년 3월 31일까지 새벽에 방송하였던 '당신에게 모닝콜'을 방송한 적이 있다.(덧붙여, JRN에도 가맹한 MBS[1]와 ABC는 편성상 방송을 하기 어려워서 방송하지 않는다.
- 산케이 신문 자본이 투자되면서 만들어진 방송국이며 2005년 1월 26일 정식으로 산케이신문의 계열사가 되었다.
- AC 재팬, 일본 광고심사기구(JARO), BPO 등 공공단체 CM 개수가 다른 현의 라디오국보다 많다.
- ABC 라디오과 MBS 라디오가 올나이트 니폰을 방송하지 않는 관계로 오사카에서는 여기에서 송출된다.

## 오사카부에 있는 다른 방송국

### 텔레비전 방송국
- NHK 오사카 방송국(라디오 겸영)
- 마이니치 방송(MBS)(TV는 도쿄 방송 계열, 라디오는 JRN&NRN계열)
- 아사히 방송(ABC)(TV는 TV 아사히 계열, 라디오는 JRN&NRN계열)
- 간사이 TV 방송(KTV)(후지 TV 계열)
- 요미우리 TV 방송(ytv)(니혼 TV 계열)
- TV 오사카(TVO)(TV 도쿄계열, 오사카부만 방송구역)

### 라디오 방송국
- FM 오사카(JFN 계열, 오사카부만 방송구역)
- FM802(JAPAN FM LEAGUE 계열, 오사카부만 방송구역)
- 간사이 인터미디어(MegaNet 계열, 간사이 지방 일부지역이 방송구역에 포함)